# قسم بهمنشير الجنوبي الريفي
قسم بهمنشير الجنوبي الريفي  هي قسم تقع في إيران في Central District of Abadan County. يقدر عدد سكانها بـ 8,812 نسمة .